# Кармела
Лия Ван Дейл (родена на 23 октомври 1987) е американски капитан на мажоретки, танцьорка, фитнес треньор, модел, придружителка, и професионална кечистка, работеща с WWE под името Кармела.
През юни 2013 г., Ван Дейл подписа договор с WWE, и беше преместен в техния Представителен център в Орландо, Флорида. През октомври 2014 г., тя се съюзи с Ензо Аморе и Колин Касиди, ставайки тяхна придружителка.

## Ранен живот
Ван Дейл израсна в малък град извън Устър, Масачузетс. Тя учи в Университета в Роуд Айлънд и по-късно се премести в Университета в Масачузетс Дартмут, където завършва бакалавърска степен на маркетинг. След завършването, тя стана капитана на мажоретките на Ню Ингланд Партиотс три пъти, приключвайки през 2010. Тя успешно се яви на прослушване за танцовия екип Лос Анджелис Лейкърс, появявайки се като момиче от Лос Анджелис Лейкър от 2010 до 2011.

## Професионална кеч кариера

### WWE

#### NXT (от 2013 г.)
През юни 2013, Ван Дейл подписа договор с WWE,и започна в развиващата се територия WWE NXT в края на септември. През декември, тя обяви, че новото ѝ име е Кармела.
Кармела дебютира на 4 септември 2014, в епизод на NXT, играеща ролята на фризьорка в сегмент с Ензо Аморе и Колин Касиди. Две седмици по-късно на NXT, Кармела се появи в друг сегмент с Аморе и Касиди в Представителния център на WWE, споменавайки че е загубила работата си като фризьорка заради действията на Аморе и Касиди, и помоли за работа в NXT. Тя дебютира на ринга а 16 октомври на NXT, биейки се с кечистка, която Аморе и Касиди обявяват като Блу Пентс. Кармела победи Блу Пентс два пъти, биейки се като зла, въпреки че е в съюз с Аморе и Касиди, но загуби на 1 януари 2015 на NXT след като Аморе случайно коства дисквалификация. През март, Аморе и Касиди започнаха вражда с Отборните шампиони на NXT Блейк и Мърфи, докато Блейк и Мърфи се опитваха да свалят Кармела няколко пъти, ставайки добра заради това. На 13 май на NXT, Блейк и Мърфи разсяха Кармела по време на мача ѝ с Алекса Блис, коствайки ѝ загуба. Седмица по-късно, на NXT Завземане: Неудържими, Блис атакува Кармела, по време на мач на Аморе и Касиди за титлите, помагайки на Блейк и Мърфи да спечелят. Докато все още придружаваше Аморе и Касиди, Кармела започна вражда с Ива Мари, която доведе до мач между двете на 26 август в епизод на NXT (записан от NXT Завземане: Бруклин), който Кармела загуби. На 23 септември на NXT, в реванша, Кармела загуби чрез отброяване, и тяхната вражда тихо свърши.
В началото на януари 2016, Кармела започна да изглежда по-силна като спечели кралска битка, ставайки главна претендентка за Титлата при жените на NXT на Бейли. Кармела получи мача за титлата срещу Бейли на 10 февруари на NXT, но не успя да я спечели. След мача, Ива Мари и Ная Джакс атакуваха и двете, което доведе до отборен мач, на 24 февруари на NXT, където Кармела и Бейли загубиха. Кармела направи първата си поява в главния състав на WWE на 12 март на Препятствие на пътя, придружавайки Аморе и Касиди в техния мач срещу Възраждането за Отборните титли на NXT. На 25 май на NXT, Кармела участва в мач Тройна заплаха срещу Ная Джакс и Алекса Блис за определяне на главната претендентка за Титлата при жените на NXT срещу Аска на NXT Завземане: Край, който беше спечелен от Джакс.

## Личен живот
Ван Дейл е левичар. Тя е сертифициран фитнес инструктор и личен треньор. Тя е дъщеря на Пол Ван Дейл, биеш кечист, който все губеше за WWE през 90-те и също се е бил независимо. Любимите ѝ кеч личности като малка са бил Г-ца Елизабет и Триш Стратъс.
Ван Дейл се среща с кечиста Бил Морисей, по-добре познат под сценичното му име Колин Касиди.

## В кеча
- Финални ходове
  - Code of Silence[27][28] (Modified figure-four headscissors)[29][30]
- Ключови ходове
  - Atomic drop[20][30]
  - Bodyscissors[11][31]
  - Lotus lock[11]
  - Версии на ритник-ботуш
    - Бягащ, на наведен опонент[32][33]
    - Split-legged на опонент застанал в ъгъла[20][29][30][34]

  - Версии на тушове
    - Backslide[28][34]
    - Crucifix[20][22]
    - Oklahoma roll[16][28]
    - Sunset flip[20]
    - Schoolgirl[20][22][28][35]
    - Small package[20][16]

  - One-legged monkey flip[20][30][34][35]
  - Reverse STO[20][28][29][30]
  - Rope-aided hurricanrana[15][28][29][32]
  - Running single leg dropkick[28][30][31][34]
  - Suicide dive, понякога няколко подред[20][24]
  - Superkick[24][30][35]
  - Sitout rear mat slam[28][32][33]
  - Staten Island Shuffle (Running turnbuckle thrust[36][37] или running bronco buster[20][29][30][34], с постановки)
  - Thesz press, последван от многократни удари/тръшвания[29][32][33][34]
  - Vertical suplex[11][22]
- Прякори
  - Г-жа Договора в Куфарчето
  - Принцесата на Щатския Остров
- Придружавайки
  - Ензо Аморе и Колин Касиди[38]
- Входни песни
  - „Fabulous“ наCFO$[39] (NXT; от 16 октомври 2014 г.)
  - „SAWFT is a Sin“ на CFO$ с участието на Ензо Аморе[40] (NXT/WWE; 20 май 2015 – 2 март 2016; използвана докато придружава Ензо Аморе и Колин Касиди)

### Титли и постижения
- Pro Wrestling Illustrated
  - PWI я класира на No. 44 от топ 50 жени кечистки в PWI Female 50 през 2016
- WWE
  - Шампионка при Жените на Разбиване на WWE (1 път, настояща)
  - Г-жа Договора в Куфарчето (при Жените 2017)